# هاله یلدا جربوع

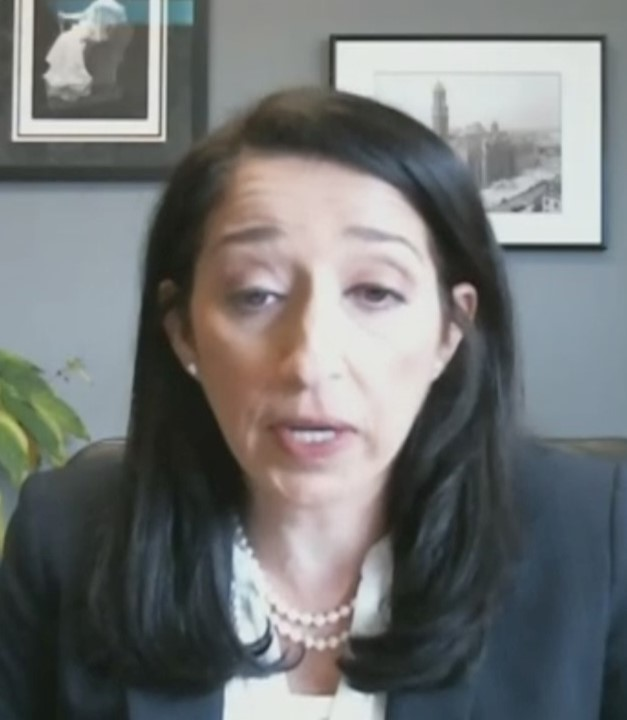
قاضی فدرال

هاله یلدا جربوع (به انگلیسی: Hala Yalda Jarbou) (زاده ۱۹۷۱ در تل کیف عراق) است که در سال ۲۰۲۰ از سوی دونالد ترامپ به عنوان قاضی فدرال ایالت میشیگان معرفی شد و کمیسیون قضایی مجلس سنای ایالات متحده آمریکا با این پیشنهاد موافقت کرد. وی از مسیحیان کلدانی عراق می‌باشد.